# 北波希米亚博物馆
北波希米亚博物馆（德語：Nordböhmisches Gewerbemuseum）位于捷克利贝雷茨（德文名賴興貝格），成立于1873 年，是捷克最古老的艺术和工业博物馆。如今该博物馆还提供区域和自然历史收藏品。2018年2月，该博物馆因重建而关闭，目前已恢复全面运作，可以参观博物馆并爬上塔楼。
巨大的博物馆建筑群建于1897-1898 年，由来自布拉格的浪漫历史风格教授弗里德里希·奥曼设计建造。